# باكي الخطاف
باكي الخطاف مسلسل أنمي ياباني من إنتاج إستديو مجموعة تي.إي.سي . عرض لأول مره في 8 يناير 2001 واستمر عرضه حتى 25 يونيو 2001 . تم دبلجة المسلسل للغة العربية .

## القصة
تدور أحداث القصة حول شاب شرس يدعى باكي. متعة باكي الوحيدة هي القتال والقتال فقط، وأقصى ما يتمناه هو أن يقاتل شخصا ما يكون قويا جدا لدرجة أنه قد يقتله أثناء المعركة. انه يمثل نوعية البطل الكلاسيكي الذي يعيش ليقاتل ويقاتل ليعيش ثم يعيش ليفكر في القتال التالي.تدرب باكي على فنون القتال منذ نعومة أظافره على يدي والده (هانما يوجيرو) والذي يلقب بأقوى مخلوق على وجه الأرض ( نعم مخلوق وليس انسان). ولكن والده يختفي بعد ذلك في ظروف غامضة فيكمل باكي تدريباته بنفسه وبمساعدة من أمه الثرية.يسافر باكي إلى أماكن عديدة بحثا عن أشرس المقاتلين ليتحداهم واحدا تلو الآخر ويتعلم منهم أساليبهم في القتال في نفس الوقت.

## روابط خارجية
- Official website (باليابانية)
- باكي الخطاف على موقع IMDb (الإنجليزية)
- باكي الخطاف على موقع فيلمافينيتي (الإسبانية)
- باكي الخطاف على موقع كينوبويسك (الروسية)
- باكي الخطاف على موقع قاعدة بيانات الفيلم (الإنجليزية)
- باكي الخطاف على موقع ANN anime (الإنجليزية)